# Chloris (planta)
Chloris es un género de plantas con flor de la familia de las poáceas. Es originario de las regiones templadas y tropicales del globo.

## Descripción
Son plantas anuales o perennes, cespitosas o estoloníferas; tallos sólidos, glabros; plantas hermafroditas. Vainas carinadas; lígula una membrana generalmente ciliolada; láminas lineares, aplanadas o plegadas. Inflorescencia de uno o más verticilos de espigas unilaterales, raramente de una espiga, las espiguillas sésiles, adpresas o pectinadas en dos hileras sobre los lados inferiores del raquis; espiguillas comprimidas lateralmente, generalmente con un flósculo bisexual y uno o dos flósculos estériles o raramente estaminados; desarticulación arriba de las glumas; glumas subiguales o la inferior más corta que la superior, más cortas que el flósculo fértil, membranáceas, 1-nervias, carinadas, agudas o acuminadas; lema fértil membranácea o cartilaginosa, carinada, 3-nervia, emarginada o bífida, generalmente aristada desde el ápice o justo debajo del ápice, las nervaduras marginales generalmente pilosas, la quilla pilosa o glabra; callo piloso; raquilla prolongada por encima del flósculo fértil y con flósculos rudimentarios; lodículas, adnadas a la pálea; estambres; estilos. Fruto una cariopsis; embrión 1/3–2/3 la longitud de la cariopsis; hilo punteado.

## Taxonomía
El género fue descrito por Peter Olof Swartz y publicado en Nova Genera et Species Plantarum seu Prodromus 1, 25. 1788. La especie tipo es: Chloris cruciata (L.) Sw. 
Etimología
El nombre del género deriva del griego chloros (verde), refiriéndose a las hojas; Como alternativa, el nombre de Chloris (La verde), en la mitología griega es la diosa de las flores.
Citología
El número cromosómico básico del género es x = 10, con números cromosómicos somáticos de 2n = 14, 20, 26, 30, 36, 40, 72, 80 y 100, ya que hay especies diploides y una serie poliploide. Cromosomas relativamente "pequeños".

## Especies
1. Chloris affinis
2. Chloris amethystea
3. Chloris andropogonoides
4. Chloris anomala
5. Chloris arenaria
6. Chloris barbata
7. Chloris berazainiae
8. Chloris berroi
9. Chloris boivinii
10. Chloris boliviensis
11. Chloris bournei
12. Chloris × brevispica
13. Chloris burmensis
14. Chloris canterae
15. Chloris castilloniana
16. Chloris ciliata
17. Chloris clementis
18. Chloris cruciata
19. Chloris cubensis
20. Chloris cucullata
21. Chloris diluta
22. Chloris divaricata
23. Chloris ekmanii
24. Chloris elata
25. Chloris exilis
26. Chloris filiformis
27. Chloris flabellata
28. Chloris formosana
29. Chloris gayana
30. Chloris halophila
31. Chloris humbertiana
32. Chloris jubaensis
33. Chloris lamproparia
34. Chloris lobata
35. Chloris mearnsii
36. Chloris mensensis
37. Chloris montana
38. Chloris mossambicensis
39. Chloris orthonoton
40. Chloris paniculata
41. Chloris parvispicula
42. Chloris pectinata
43. Chloris pilosa
44. Chloris polydactyla
45. Chloris pumilio
46. Chloris pycnothrix
47. Chloris quinquesetica
48. Chloris radiata
49. Chloris robusta
50. Chloris roxburghiana
51. Chloris ruahensis
52. Chloris rufescens
53. Chloris sagraeana
54. Chloris sesquiflora
55. Chloris subdolichostachya
56. Chloris submutica
57. Chloris suringarii
58. Chloris texensis
59. Chloris truncata
60. Chloris ventricosa
61. Chloris verticillata
62. Chloris virgata
63. Chloris wightiana
64. Chloris woodii[3][4]